# シン・アイス〜情熱のピンクの氷
『シン・アイス〜情熱のピンクの氷』（原題: Thin Ice）は、1995年に製作されたイギリスの映画。
日本では1996年に第5回東京国際レズビアン&ゲイ映画祭にて上映された。

## キャスト
- ステフィー：サブラ・ウィリアムズ
- ナタリー：シャーロット・エイヴリー
- グレッグ：ジェームズ・ドレイファス
- フィオナ：クレア・ヒギンズ
- 自身：イアン・マッケラン